# Democratic Coalition of Namibia
Die Democratic Coalition of Namibia (DCN) war eine politische Partei in Namibia. Sie wurde Ende des 20. Jahrhunderts gegründet und 2009 aufgelöst. Parteivorsitzender war Moses Katjiuongua, der 1989 für die DCN Mitglied der Verfassunggebenden Versammlung Namibias war und von 1994 bis 1999 für diese in der Nationalversammlung saß.

## Wahlergebnisse

### Parlament
| Parlamentswahl | Stimmenanteile | Sitze |
| -------------- | -------------- | ----- |
| 1999           | 0,34 %         | 0/72  |
| 1994           | 0,83 %         | 1/72  |

### Kommunen
| Kommunalwahl | Stimmenanteile | Sitze | Kommunen |
| ------------ | -------------- | ----- | -------- |
| 1998         |                | 2/322 |          |